# 耶和华见证人和各国政府
耶和华见证人在全球努力與人分享《聖經》的信仰，其團體在大多数国家得到法律上的承认并取得与其它宗教教派相似的基本权利。然而，耶和华见证人也在不少国家面对合法化问题和来自政府的反对。这是很多與耶和华见证人有關的法律诉讼的根本原因。

## 原因
导致耶和华见证人受到一些国家或地区政府反对的原因主要如下：不向国旗致敬，不服兵役，医疗争议，逐户传道，儿童养育和宗教聚会。
- 耶和华见证人遵照耶稣教导“不属于世界”（《聖經·约翰福音》15:19），个人不参与政治活動。[5]。他們不会给别人提出有關政治活動的意见和建议，例如是否加入政党、为政府工作或投票选举等。他们視向国旗敬礼和唱国歌是对地上政府的崇拜仪式，乃国家主义的表現。早期基督徒因拒绝“君主崇拜”而遭受迫害。[6]大多数人认为这个举动是公民的权利和“义务”，但耶和华见证人认为該仿效最早期的基督徒的做法。

- 耶和华见证人引用《圣经》拒绝服兵役。其中在《圣经·约翰福音》18:36提到：“耶稣回答说, 我的王国不属于这个世界: 如果我的王国属于这个世界，我的臣下就要战斗 ...”他们举例指出早期的基督徒也是拒绝服兵役。[7]。在受到外国势力威胁或者正在进行战争的国家里，批评家主张此行为应当判以叛国罪、或視之為伪善用别人生命保护自身的方式。今天，一些民主国家已有保障公民拒服兵役的权利，还有一些国家已允许公民可通过提升学历或替代劳役来免除服兵役。

然而，耶和华见证人根据耶穌指出的第二条最大的诫命“要爱人如己”和“尊重掌权者”的信条，明确要求成员奉公守法，除非政府规章与上面提到的相违背。因此，他们主张努力做良好公民，照章纳税，主动关心社区其他成员。

## 民主国家

### 美国
在美国，很多美国最高法院有关耶和华见证人的案件促进了第一修正案的进一步解释和实施。具有深远意义的案件保障了以下权利:  
- 有权不向国旗致敬 - Barnette与西弗吉尼亚州教育局诉讼案
- 有权拒绝服军役
- 公众演讲 (proselytizing)

1988年，美国最高法院统计接手的71个有关耶和华见证人作为一个组织提起的诉讼，发现三分之二的案件最终判定耶和华见证人胜诉。在2002年，守望台圣经书社提出的对俄亥俄州斯瑞頓（Stratton）颁布的一法令提出争议，该法令要求人必须取得授权方能进行逐户传道探訪。最高法院作出对见证人有利的判决 （页面存档备份，存于）。

### 俄罗斯联邦
2004年莫斯科城市法庭禁止耶和华见证人在莫斯科活动，並取消其法人实体资格。 2004年9月9日，欧洲人权法院对“库兹涅佐夫以及其他对俄罗斯联邦”一案举行听证会。10月4日，该案被受理，目前法院已做出對見證人有利的判決。
参看NPR America Audio的录音: [Media:http://www.npr.org/templates/story/story.php?storyId=1848315 （页面存档备份，存于）]
2017年3月16日，俄罗斯联邦司法部认定耶和华见证人为极端组织，并报请最高法院复合，同年4月7日，俄联邦最高法院通过该申请，俄罗斯成为第一个对耶和华见证人进行全面取缔的国家。

### 欧洲
欧洲人权法院裁决耶和华见证人在很多案件中胜诉。例如:	 
- Efstratiou起诉希腊案 （页面存档备份，存于） [12]
- Manoussakis等起诉希腊案 （页面存档备份，存于） [13]
- Hoffmann起诉奥地利案 （页面存档备份，存于） [14]
- Kokkinakis起诉希腊案 （页面存档备份，存于） [15]

### 法国
在法国，一些诉讼是关于耶和华见证人和其组织的，其中包括拒绝输血给未成年患者。除此之外，之前耶和华见证人在法国一直未被承认可享受非营利组织的免税待遇，因而双方为此进行了旷日持久的税务诉讼。

#### 因禁戒血的教义而导致输血相关的诉讼
法国大众普遍认为出于宗教信仰理由拒绝输血是超越常理的，拒绝给未成年人输血是滥用权力甚至等于谋杀，这也从法国政府和法律体系的态度反映出来。
The Association Les Témoins de Jéhovah （页面存档备份，存于）是耶和华见证人在法国使用的非营利宗教组织名称, 他们税务减免的申请被法国税务当局一再拒绝。法国的Religion-supporting organization(associations cultuelles) 可以要求免除包括捐款的部分税款，只要其目的是单独组织的宗教崇拜，并且不影响公共秩序。當局拒绝理由如下:
耶和华见证人协会拒绝其成员保卫国家，参与公共活动，给其未成年子女输血，议会的宗教管理委员会已经把該組織列为影响公共秩序的宗教组织。
这个议会委员会的列表中暗示一份1996年法国国会宗教管理委员会的报告中已经给出最后判决 (非官方翻译 （页面存档备份，存于）) 。但是，这样的报告并没有法律或者行政决策力。
2004年10月5日在Cassation法院（法国除行政法案件之外的最高法院）对于耶和华见证人协会与Direction des Services Fiscaux诉讼案作出公共裁决，拒绝耶和华见证人协会免除捐款60%税款的申请，这部分捐款被法国财政局划分到类似遗产的分类中，执行非生父母关系遗产税的税率。本案涉及的税款超过2800万美元。根据守望台圣经书社的描述，这些款项中还包括用于解决1994年卢旺达战争危机中所提供的人道主义援助的花费.大体来说，法国法律中普通非营利协会（不享有上述捐款免税），公益性非营利协会(捐款免税，这是从事人道主义援助團體所使用的合法形式)和支持宗教活动的團體(捐款免税)划分还是比较严格的。人道主义援助并不认为支持宗教活动，实际上支持宗教活动也不认为可免税；一般的解决办法是单独成立一个分协会专门处理人道主义援助，这个分协会的税率就会按照提供人道主义援助的协会的税率执行；如果有可能也可以将协会声明为公益性质。To summarize the ruling, the fiscal services could legally tax the associations of the Witnesses if they received donations in the form of dons gratuits and they were not recognized as associations cultuelles.
然而法国最高行政法院Conseil d'État裁决出于宗教协会法条提出的扰乱公共秩序的指控是不合法的，除非提供切实证据。例如一个法律缘由可能是这个組織煽动重罪（类似谋杀、抢劫、放火），见死不救不作为罪；但是仅仅考虑这样的协会的教条可能导致的“动机”不足以被法院立案 （页面存档备份，存于）。（Google翻译机对本文的翻译 （页面存档备份，存于）)
但是經過15年的官司之後，耶和華見證人在2012年12月11日收到法國政府退還的税款，共637萬3987.31歐元（相當於829萬4320美元）。因為經歐洲人權法院裁定，法國政府向耶和華見證人徵收的税款是違法的，侵犯了耶和華見證人的宗教自由，因此法國政府現在開始執行法院的裁決，把收取的款項連同利息退還給耶和華見證人，還要支付耶和華見證人的訴訟費用。
其他诉讼案件围绕患者或者未成年患者监护人在紧急情况下是否拥有至高权力拒绝一些医疗方法。例如，一件2001年的诉讼案中法国一位公立医院的医生给一位肾功能不全的患者使用了血液制品以避免死亡

#### 其他案例
在一个关于儿童监护权的案子里，一名妇女 (Mrs Séraphine Palau-Martinez)被判不得在假期对自己的孩子行使监护权，因为她是一名见证人;  Nîmes上诉法庭认为见证人对他们孩子所实行的教育过于苛刻和排他，强迫儿童接受劝诱改宗。此案未上诉到欧洲人权法庭
有些见证人请求取消协会在UNADFI的公益组织性质

## 在非民主国家所受的迫害
在一些非民主国家，拒绝向国旗致敬和拒绝服兵役被看作是背叛国家的行为。纳粹德国把德国和奥地利拒绝效忠纳粹政权和拒绝服兵役的耶和华见证人投入集中营。耶和华见证人是二战时期一群不是政治原因、种族原因被投入集中营、监狱和劳动营的群体。他们在集中营佩戴特别的“紫色三角”标志，以示与政治犯和犹太人、吉普赛人区别。在二战以后，苏联的共产党政府对宗教势力进行了大规模的清洗，在其十五个加盟共和国中，耶和华见证人被当作资本主义国家的间谍不同程度的遭到逮捕、拷问和劳役，大批见证人家庭被发配到西伯利亚。 参看 耶和华见证人的被迫害史.

## 正在进行的诉讼
耶和华见证人“保护和合法确立好消息”的斗争就像他们希望的那样在全球每一个国家展开。但是并不意味着在下述国家能够广泛的展开:
美国: 最高法院在2002年言论自由上诉案，驳回部分城镇发布见证人活动公告的权力。但是还有大量类似诉讼不断出现。
加拿大: 魁北克法院关于"思想，信仰，观点和表达的自由"的诉讼中驳回城镇限制耶和华见证人活动的条令。
秘鲁: 2000年Lambayeque最高法院判决支持耶和华见证人父母有权决定子女的医疗决定。有一位母亲被控告疏忽大意为10岁的儿子选择无血疗法致使这位儿童陷于危险状况。
厄立特里亚: 厄立特里亚的见证人在1994年被剥夺了公民权和基本人权，并自此饱受失业，拒绝医疗拒绝身份注册，因集会，演讲和表达不同意见而逮捕的威胁，有些人还被判处长达10年的监禁。
卢旺达: Ruhengeri省最高法院在2005年裁决，如果他们希望并且已经参与了其它形式社区服务的话，耶和华见证人不应因拒绝执行国防军“夜巡”兵役而判刑入狱。之前的2004年，297名见证人被判入狱8个月，其中43人遭到毒打。
尼日利亚: 尼日利亚最高法院在2001年全体一致通过，裁决耶和华见证人在输血问题上享有医疗自主权。
日本: 最高法院在2000年裁决支持耶和华见证人患者有权拒绝输血的"informed consent"原则。最高法院于1996年作出裁决支持日本的耶和华见证人学生拒绝体育课程中的武术训练，早前其学生信徒因拒绝“学习战事”而被拒绝授予学历证明，被迫留级，休学或者开除。
韩国: 最高法庭于2004年以7-2的结果裁定宪法规定的义务军役制度有效，导致超过一万名见证人被捕入狱。2005年4月，超过1000名见证人因拒绝服兵役而在监狱中服役。然而，法庭中9位大法官中的7位（以超过半数）明确表达了立法机关应该在法令中添加替代役相关内容。

## 公民自由
一本叫做《审查耶和华见证人》的书声称，由于耶和华见证人坚定不移的立场和决心，帮助大多数西方国家拓展了对公民自由的定义，维护了几百万人了更加广泛的权利。在一本《State and Salvation》的出版物序言里有这样一段文字:

“One of the results of the Witnesses' legal battles was the long process of discussion and debate that led to the Charter of Rights，现在成为加拿大基本法律的一部分。在全球很过国家的斗争包括拒绝服兵役的权利或者参与军事训练的权利，拒绝参加政党和政府选举的权利，行使自由发表言论、结社、出版、信仰、医疗自主权等的权利。用见证人的话说，他们仍然继续‘保卫和从法律上确保好消息向全世界传播’.”